# فريدريك يه
فريدريك يه (بالإنجليزية: Frederick Yeh)‏ هو محافظ على الطبيعة أمريكي، ولد في 24 نوفمبر 1981.